# Geissanthus mameicillo
Geissanthus mameicillo là một loài thực vật có hoa trong họ Anh thảo. Loài này được (Schltdl.) Mez mô tả khoa học đầu tiên năm 1902.